# Platypalpus melancholicus
Platypalpus melancholicus är en tvåvingeart som först beskrevs av Collin 1961.  Platypalpus melancholicus ingår i släktet Platypalpus och familjen puckeldansflugor. Arten har ej påträffats i Sverige. Inga underarter finns listade i Catalogue of Life.